# Dan Brouillette
Danny Ray Brouillette (* 18. srpna 1962, Paincourtville, Louisiana) je americký podnikatel a politik za Republikánskou stranu. Za vlády Donalda Trumpa zastával v letech 2019–2021 úřad ministra energetiky Spojených států amerických. Předtím v letech 2017–2019 působil jako náměstek ministra energetiky.
Jeden čas své podnikatelské kariéry byl viceprezidentem Ford Motor Company.